# Nowe Miasto (gmina)
Nowe Miasto (daw. gmina Modzele) – gmina miejsko-wiejska w województwie mazowieckim, w powiecie płońskim. W latach 1975–1998 gmina położona była w województwie ciechanowskim.
Siedziba gminy to Nowe Miasto.
Według danych z 30 czerwca 2004 gminę zamieszkiwało 4786 osób.

## Struktura powierzchni
Według danych z roku 2002 gmina Nowe Miasto ma obszar 118,35 km², w tym:
- użytki rolne: 65%
- użytki leśne: 26%

Gmina stanowi 8,55% powierzchni powiatu.

## Demografia

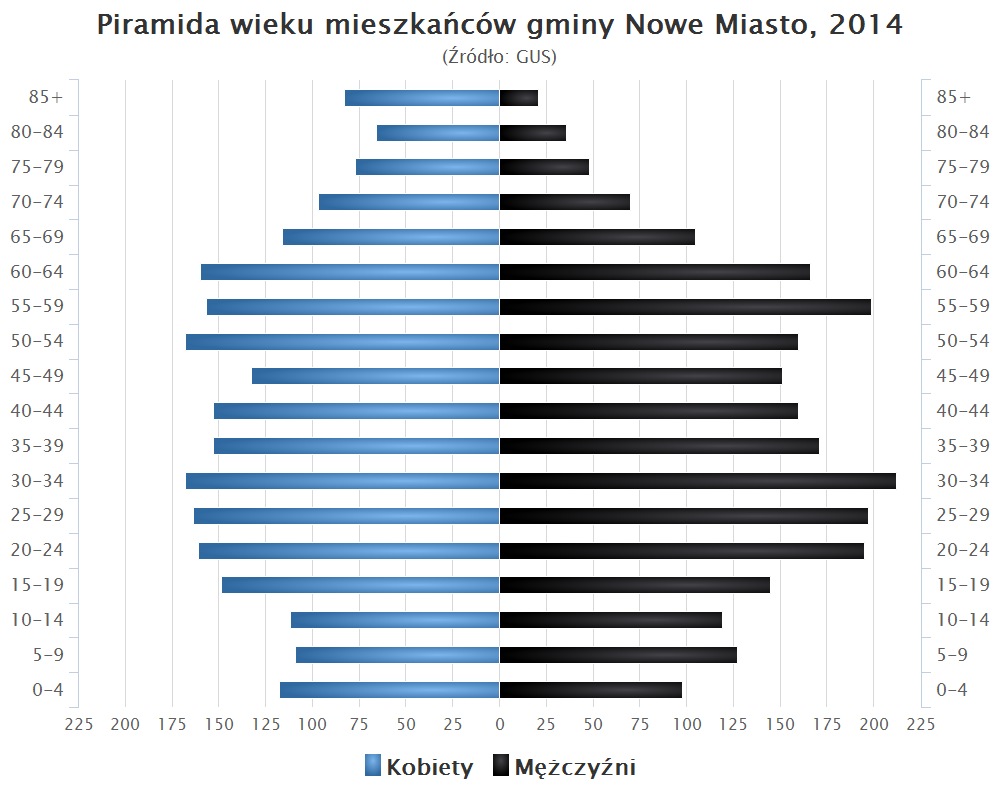
Piramida wieku mieszkańców gminy Nowe Miasto w 2014 roku

Dane z 30 czerwca 2004:
| Opis                              | Ogółem | Ogółem | Kobiety | Kobiety | Mężczyźni | Mężczyźni |
| --------------------------------- | ------ | ------ | ------- | ------- | --------- | --------- |
| jednostka                         | osób   | %      | osób    | %       | osób      | %         |
| populacja                         | 4786   | 100    | 2352    | 49,1    | 2434      | 50,9      |
| gęstość zaludnienia (mieszk./km²) | 40,4   | 40,4   | 19,9    | 19,9    | 20,6      | 20,6      |

## Sołectwa
(Aleksandria – Popielżyn Dolny), (Anielin – Belin), Czarnoty, Gawłowo, Gawłówek, Gościmin Wielki, Grabie, Gucin, Henrykowo, Janopole, (Jurzyn – Modzele-Bartłomieje), Jurzynek, Kadłubówka, Karolinowo, Kubice, Latonice, Miszewo B, Miszewo Wielkie, Nowe Miasto, Nowe Miasto-Folwark, Nowosiółki, Przepitki, Rostki, Salomonka, (Szczawin – Adamowo), Tomaszewo, Władysławowo, Wólka Szczawińska, Zakobiel, Zasonie, Zawady B, Zawady Stare, Żołędowo.
Miejscowość podstawowa bez statusu sołectwa: Modzele-Gajówka.

## Sąsiednie gminy
Joniec, Nasielsk, Sochocin, Sońsk, Świercze